# Весёлая Грива (Вологодская область)
Весёлая Грива — деревня в Никольском районе Вологодской области.
Входит в состав Завражского сельского поселения, с точки зрения административно-территориального деления — в Завражский сельсовет.
Расстояние по автодороге до районного центра Никольска — 32 км, до центра муниципального образования Завражья — 12 км. Ближайшие населённые пункты — Высокая, Пеженьга, Чегодаевский.
По переписи 2002 года население — 2 человека. На 2014 - 1 человек (мужчина).